# Chevrolet Volt
Chevrolet Volt (ʃəvroˈleː ˈvolt) — компактный автомобиль корпорации General Motors. Впервые представлен на Североамериканском Автошоу в Детройте в январе 2007 года. Представляет собой гибридный автомобиль с возможностью подзарядки от электросети, способный проехать в режиме электромобиля примерно 65 км.

## Voltec
Volt создан на базе нового семейства гибридных систем — Voltec. Voltec производит электроэнергию на борту автомобиля из топливных элементов или других источников.
General Motors при разработке Volt использовал технологии, применявшиеся в электромобиле EV-1.
На Chevrolet Volt могут быть установлены различные двигатели, например, работающие на Е85 (смесь 85 % этанола и 15 % бензина), Е100 (100 % этанол) или на биодизеле.
На Chevrolet Volt установлен электродвигатель мощностью 111 кВт с моментом 320 Нм. Литий-ионные аккумуляторы с пиковой мощностью 136 кВт. Время зарядки от сети 110 вольт — 6—6,5 часов, от сети 240 вольт — 3-4 часа. Ускорение до скорости 60 миль/час 8,0-8,5 сек. Максимальная скорость — 161 км/ч. Volt работает в режиме электромобиля вплоть до состояния неполной разрядки (30 % от ёмкости аккумуляторов).
На автомобиле установлен электрический генератор, приводимый двигателем внутреннего сгорания мощностью 62 кВт, объём 1.4 литра, 4 цилиндра.
Топливный бак — 35 литров. Этого топлива и полной зарядки аккумуляторов достаточно для пробега 450 км. Аккумуляторы также запасают энергию рекуперативного торможения. Стоимость пробега 100 миль составит $2,75 (примерно соответствует $1,71 на 100 км пробега).
В версии с топливными элементами на борту вместо двигателя внутреннего сгорания, топливные баки хранят 4 кг водорода.

## История
- 2005 год — возникновение идеи создания электромобиля в качестве выставочного образца.
- Конец 2006 года — собран выставочный образец Volt. Команду Volt возглавлял Фрэнк Вебер, переведенный в Детройт из Opel.
- Январь 2007 года — Volt выставлен на детройтском автосалоне
- Сентябрь 2008 — представление в день празднования 100-летия GM полноразмерной реальной серийной модели Chevrolet Volt на базе архитектуры Cruze.
- Лето 2010 года — объявлена цена на базовую модель Volt: $41 000, или $350 в месяц по лизингу с первоначальным платежом в размере $2500[4].

## Производство и продажи
Начало массового производства и появление в салонах продаж Chevrolet Volt запланировано на конец 2010 года.
В начале 2009 года корпорация GM выбрала южно-корейскую компанию LG Chem поставщиком аккумуляторов для Volt. В Мичигане построен завод по производству литий-ионных аккумуляторов (LiMn2O4), который начал работу в начале 2010 года. GM создал крупнейший в США центр развития аккумуляторных технологий площадью 3250 м².
В феврале 2009 года эксклюзивным поставщиком шин для Volt выбрана компания Goodyear. Шины Assurance Fuel Max компании Goodyear обеспечивают 27 % снижение сопротивления при движении, что приводит к 4 % экономии топлива.
На европейском рынке эта платформа будет использована для производства Opel Ampera.
Продажи автомобиля начались в США в декабре 2010 года. За первый месяц продаж было продано 326 автомобилей.
В мае 2012 года продажи Chevy Volt составили 1680 штук, что составляет 0,68 % продаж GM.
В Америке на заводе Hamtramck в Детройте прекращено производство гибридов Chevrolet Volt.

## Разное
К августу 2008 года в неофициальную очередь на приобретение автомобиля записались 33 000 человек.
В январе 2011 года на автосалоне в Детройте Chevrolet Volt был назван лучшим автомобилем года.

## Другие автомобили на базе Voltec
В сентябре 2009 года компания Opel начала испытания автомобиля Ampera на базе технологии Voltec.
В декабре 2013 года начался выпуск автомобиля Cadillac ELR, оснащенного силовым приводом Voltec.